# Bi Any Other Name: Bisexual People Speak Out
Bi Any Other Name: Bisexual People Speak Out, é uma antologia editada por Loraine Hutchins e Lani Ka'ahumanu, é um dos livros seminais na história do movimento dos direitos bissexual moderno. Ele mantém um lugar que é de muitos modos comparável com isto mantido por Betty Friedan do movimento feminista A Mística Feminina.
O livro é compreendido de ficção e partes de não-ficção, poesia e arte criada por um grupo diverso de mais de setenta pessoas bissexuais que falam das suas vidas.
Citar Wendy Curry, ativista dos direitos bissexuais de longo prazo e presidente atual dos direitos civis nacional bissexuais estadunidense do grupo BiNet EUA,
| “ | Este livro inovador deu a voz a uma geração de bissexuais anteriormente não visto. Antes que argumentar a estatística ou discutir a sexualidade de celebridades mortas a algum tempos, Hutchins e Ka'ahumanu deram um espaço a bissexuais normais que contaram as suas vidas. Isto criou um novo gênero de livros na bissexualidade. | ” |

Este livro é citado em pelo menos em trinta e cinco outros trabalhos, ajudou a brilhar em pelo menos dez (outros livros (muitos pelos seus próprios contribuidores), foi denominado um dos Livros de Relatório Lambda do Top 100 Livros Queer so século XX, foi reimprimido três vezes desde 1991, tem quase 30,000 cópias em circulação, e ainda continua sendo requirido. Também freqüentemente aparece em numerosas listas de leitores LGBT, da assistência a sair do armário a estudos queer de guias de currículos educacionais.